# Bicicleta de piñón fijo

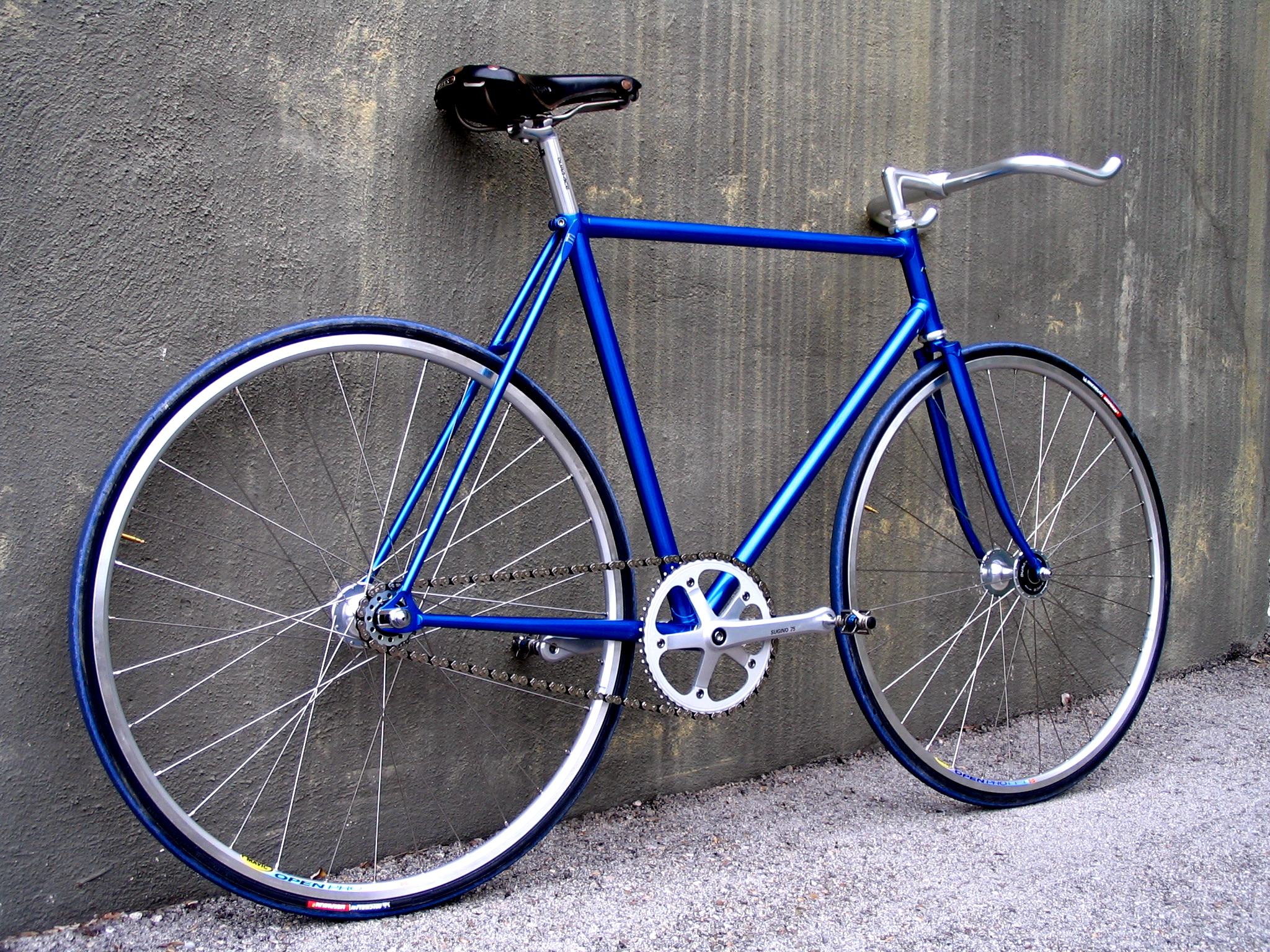
Fixed: Simplicidad y minimalismo

La bicicleta de piñón fijo, fixie  o fixed es una bicicleta monomarcha, que no tiene piñón libre, lo que significa que no tiene punto muerto; es decir, los pedales están siempre en movimiento cuando la bicicleta está en marcha. Esto significa que no se puede dejar de pedalear, ya que, mientras la rueda trasera gire, la cadena y los pedales girarán siempre solidariamente. Por este motivo, se puede frenar haciendo una fuerza inversa al sentido de la marcha, y también ir marcha atrás. 
Las bicicletas monomarcha con piñón libre son también llamadas fixie o fixed por su similitud estética con las de piñón fijo, siendo este un criterio popular muy utilizado. Sin embargo, si el piñón es libre, el término a utilizar es «bicicleta de una sola velocidad» o single-speed.
La bicicleta de pista es un tipo de bicicleta de piñón fijo utilizado para ciclismo en pista, en un velódromo. 
Las bicicletas con piñón fijo son montadas por ciclistas con especial atención al corredor ciclista, club ciclista, ciclista urbano y mensajeros en bicicleta por muchas razones; en particular, por su ligereza, sencillez, bajo mantenimiento o imagen. Además, los mensajeros en bici prefieren usar piñón fijo porque son ligeras y pueden alcanzar mucha velocidad en muy pocos metros.

## Orígenes

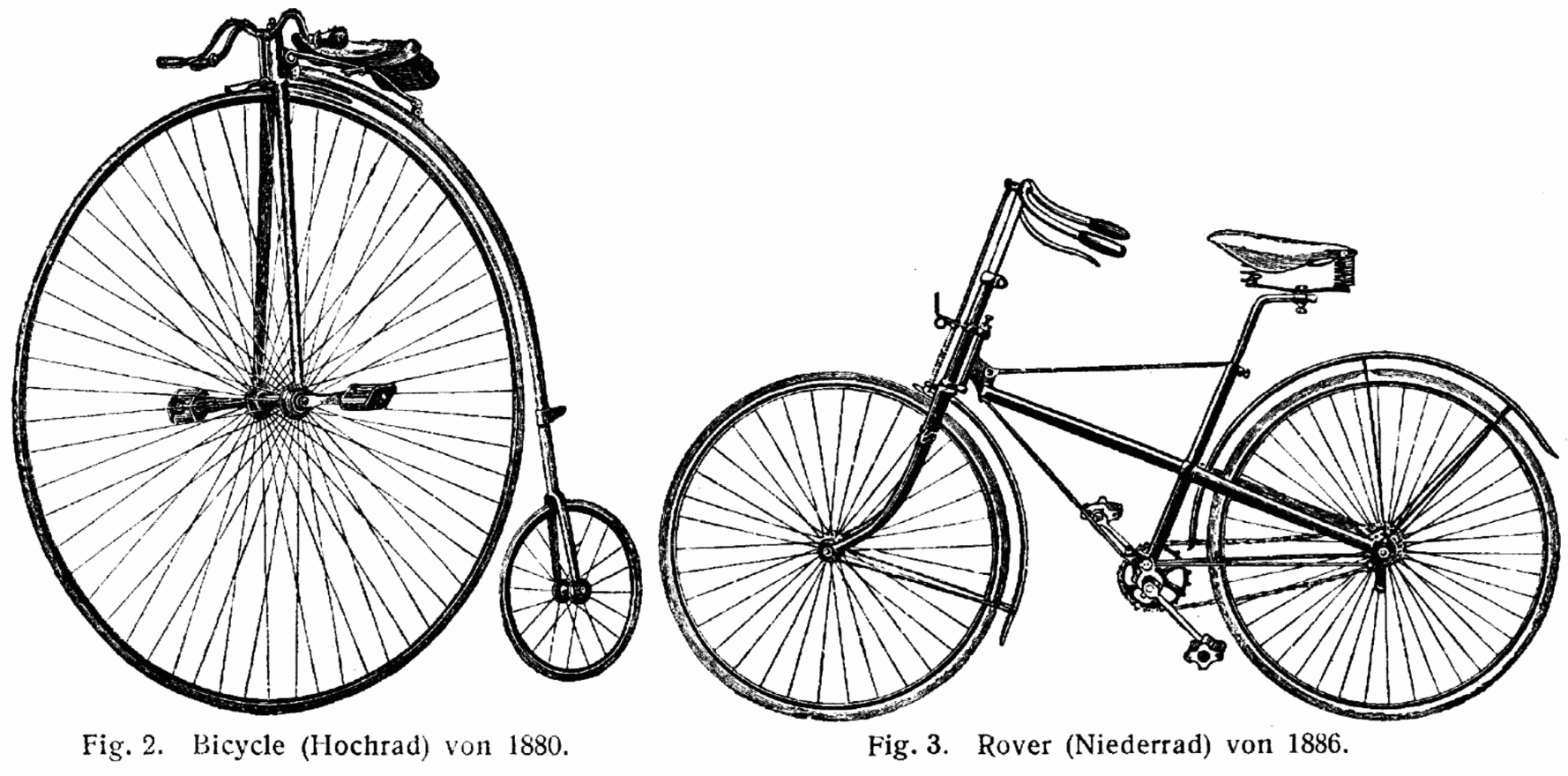
A la izquierda Velocípedo con los pedales y las bielas acoplados a la rueda delantera (accionamiento directo), y a la derecha una de las primeras (1886) «bicicletas de seguridad» con cadena y piñón fijo, la Rover de John Kemp Starley.

La bicicleta, citada a menudo como el invento más importante de la humanidad, («Siempre que veo a un adulto encima de una bicicleta recupero la esperanza en el futuro de la raza humana»). representa, en su versión de piñón fijo, su forma más elemental. La «fixed» es una bicicleta despojada de lo no esencial, representando la más pura expresión de la forma del cuadro de diamante.
En un principio cada «velocípedo» tenía un «piñón fijo».  Los primeros vehículos de dos ruedas impulsados por pedales tenían un «accionamiento directo»: los pedales y las bielas conectados directamente al eje de la rueda delantera. Como la gente presionó a sus máquinas para que fueran más rápido, las ruedas se hicieron más grandes, capaces de cubrir mayores distancias con el mismo esfuerzo. Pronto las máquinas de velocidad más avanzadas eran de ruedas altas. Sin embargo, una mayor velocidad llegó a un precio. Las altas ruedas eran máquinas precarias e inestables: si la rueda tropezaba con una raíz, la bicicleta podía volcar fácilmente arrojando al conductor de cabeza al suelo.
En 1873 Harry John Lawson, de Brighton, Sussex, presentó una patente para la primera bicicleta de seguridad impulsada por cadena.  Sus esfuerzos se han descrito como el «primer diseño auténtico de la bicicleta de seguridad empleando la cadena de transmisión a la rueda trasera que se hizo realidad», Harry J. Lawson se ha alineado junto a John Kemp Starley como inventor de la bicicleta moderna.
La cadena y engranaje permite un desarrollo mucho más grande, la distancia recorrida en una vuelta de los pedales fue muy superior a la de las ruedas altas. (ver: Relación de marchas)
La bicicleta de seguridad abrió el ciclismo a millones de personas, y por la década de 1880, llevó a la bicicleta a la forma básica definitiva que se establezca. El piñón libre no fue inventado hasta finales de la década de 1890, todos los engranajes anteriores a esta fecha estaban fijos. Desde entonces se han producido avances inimaginables en los materiales y la tecnología, pero la esencia no ha cambiado.

## Ventajas e inconvenientes sobre piñón libre

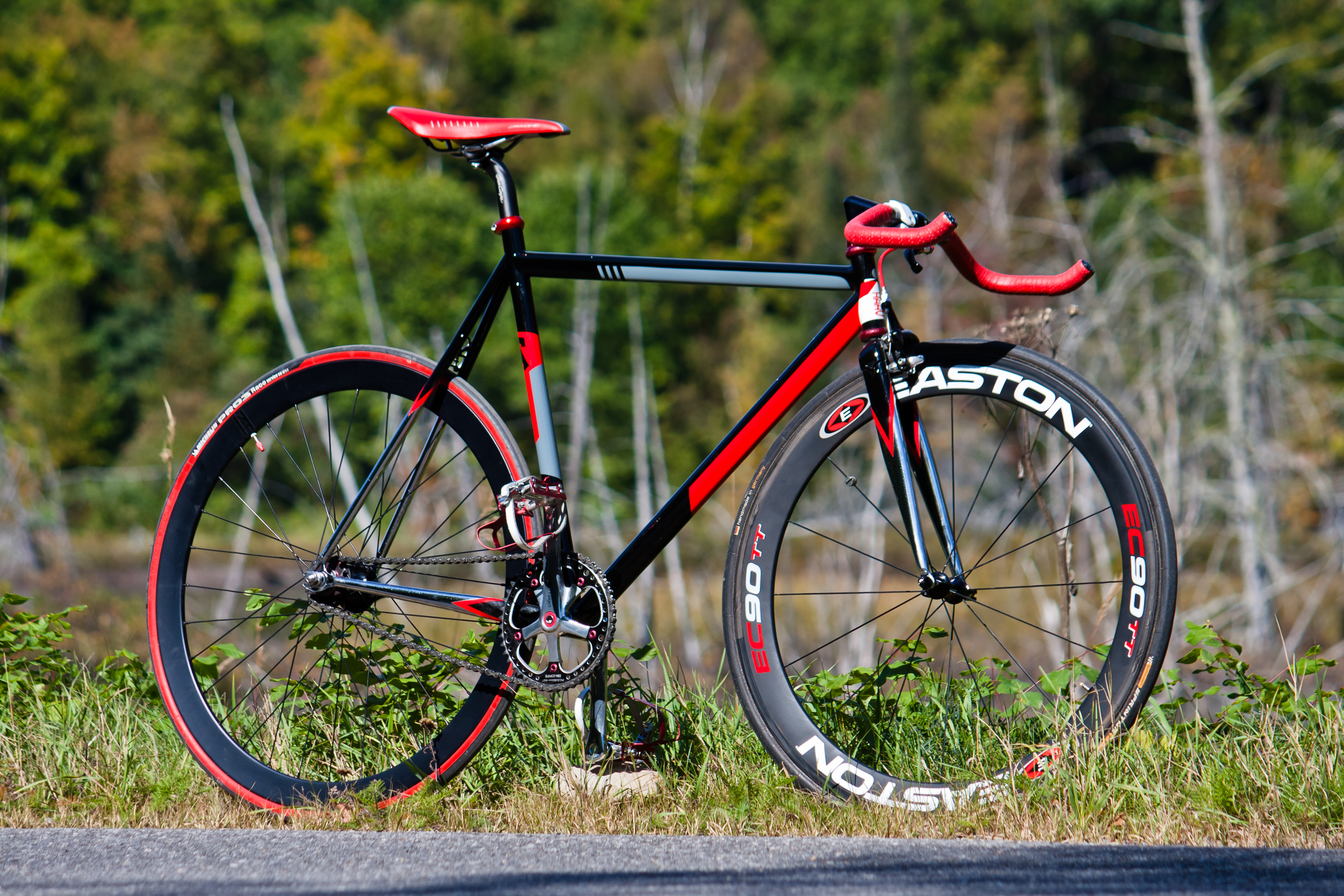
Bicicleta piñón fijo

Una de las principales atracciones observadas de una bicicleta de piñón fijo es su bajo peso. Sin las partes adicionales necesarias para un tren de transmisión completamente preparada, una bicicleta de piñón fijo pesa mucho menos que su equivalente con engranajes. Además, una transmisión de piñón fijo es mecánicamente más eficiente que cualquier otra transmisión para bicicletas, con la transferencia directa de energía del piloto a las ruedas. Por lo tanto, un piñón fijo requiere menos energía para mover cualquier engranaje que una bici con cambios en el mismo engranaje, aunque esta eficiencia no es significativa ni muy notoria.
En condiciones resbaladizas algunos pilotos prefieren andar fijo porque creen que la transmisión directa proporciona información sobre el desempeño de adherencia de los neumáticos traseros.
Descendiendo una pendiente importante es más difícil, ya que el conductor debe girar las bielas a alta velocidad (a veces a 170 rpm o más), o usar los frenos para reducir la velocidad. Algunos consideran que el giro aplicado rápidamente al descender incrementan el souplesse (una palabra francesa que significa aproximadamente la suavidad o flexibilidad), lo que se dice que mejora el rendimiento de pedaleo en cualquier tipo de bicicleta. Sin embargo, el aumento de rendimiento es insignificante en comparación con los beneficios de montar un piñón libre.
Andar fijo es considerado por algunos en alentar a un estilo de pedaleo más eficaz, lo que se alega se traduce en una mayor eficiencia y potencia cuando se compara con una bicicleta equipada con una piñón libre.
Cuando se monta por primera vez un piñón fijo, un ciclista acostumbrado a un piñón libre puede dejarse ir en rueda libre, especialmente al aproximarse a esquinas u obstáculos. Desde que la rueda libre no es posible, esto puede conducir a un «sacudido» en la piernas, e incluso a la pérdida de control de la bicicleta.
Andar a alta velocidad en las curvas puede ser difícil para el ciclista principiante; los pedales pueden golpear a la carretera, resultando en la posible pérdida de control.

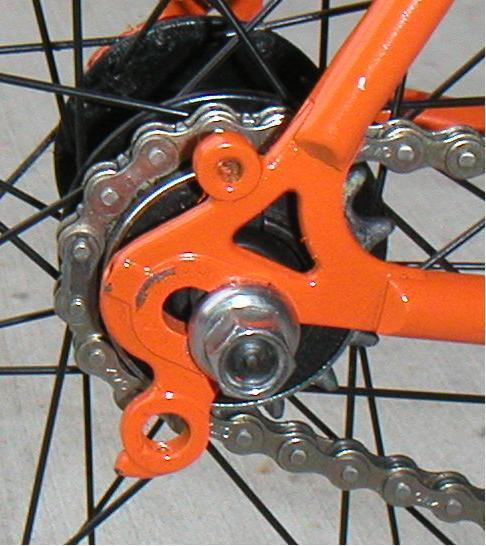
Puntera horizontal hacia el frente en una bicicleta de carretera con cuadro de acero convertida a una sola velocidad. El ojete de sujeción del desviador (por debajo del eje) y un ojal (por encima del eje) para el montaje de guardabarros o portabultos, ambas parte integrante del cuadro original, ahora no utilizadas.

### Ventajas
- Simplicidad mecánica
- Efectividad en la transmisión de la fuerza sin pérdidas

### Inconvenientes
- Tras las primeras horas o días de rodaje, el pedaleo puede parecer difícil
- Descender es más difícil ya que el ciclista debe girar la bielas a una velocidad muy alta, o usar el freno(s) para reducir la velocidad.
- Dificultad de frenado y menor suavidad de frenado.
- Dificultad para enfrentar subidas prolongadas o con una inclinación muy pronunciada, debido al excesivo esfuerzo muscular.

## Sin frenos
El tema de los frenos es un tanto polémico y ha sido fruto de muchas discusiones entre los partidarios de utilizar un sistema de frenado contrapedal y los que prefieren ir con un freno delantero. No obstante, ciclistas experimentados recomiendan tener un freno delantero para ayuda en casos de emergencia y/o hasta poder dominar la técnica.

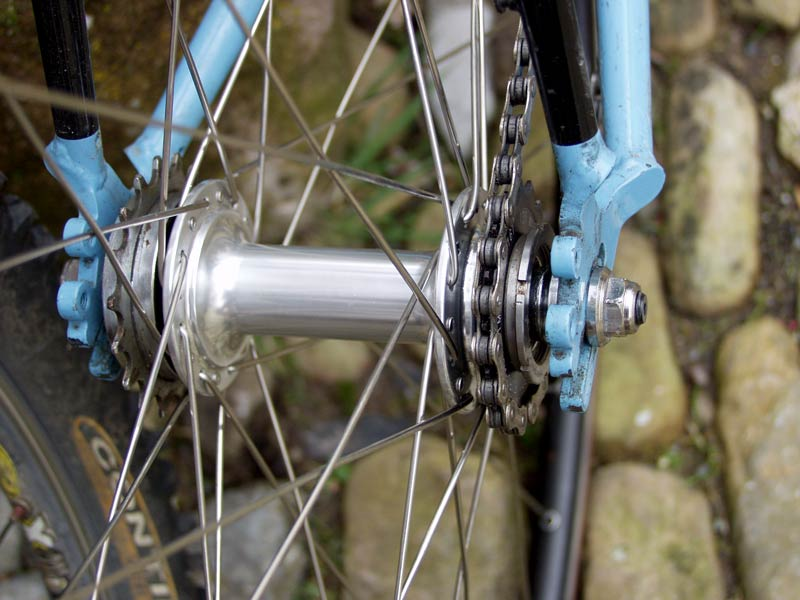
Buje doble piñón reversible, piñón fijo + piñón libre

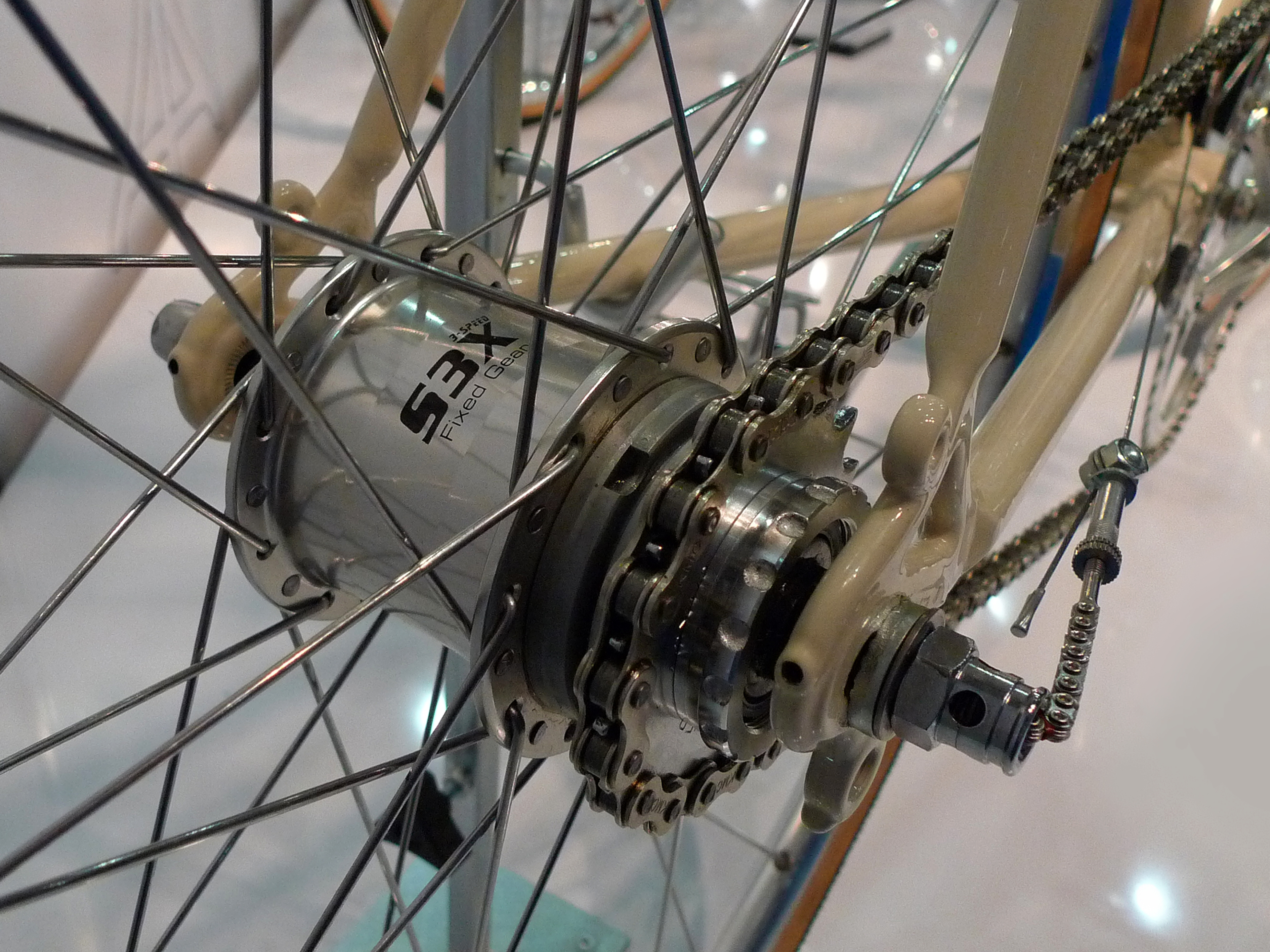
Buje piñón fijo y tres marchas Sturmey-Archer SX3 actualmente en producción

## Doble piñón reversible
El doble piñón reversible (piñón fijo + piñón libre) (conocido en los inglés como un buje flip flop), permite la colocación de una corona a cada lado del eje, de este modo se puede tener dos desarrollos diferentes para diferentes usos. Se puede elegir entre piñón fijo o piñón libre para cambiar la forma de pedaleo y volver a la de costumbre.

## Piñón fijo y tres marchas
En la década de 1920 el uso de la bicicleta de piñón fijo se había convertido en la norma entre los ciclistas de club y para el deporte de competición en Gran Bretaña. Comúnmente, los corredores tuvieron dos piñones fijos, uno a cada lado del eje trasero, las relaciones de transmisión se cambian dando vuelta la rueda. Sturmey-Archer respondió a la demanda mediante la introducción en 1933 de la TF de 2 velocidades. Ofrecía un simple descenso de 25 % de la marcha alta. 
En 1945, Sturmey-Archer anunció el buje de acero ASC con tres relaciones y piñón fijo en la edición del 15 de agosto de la revista Cycling. La reducción marcha alta para las otras dos marchas fue del 10 % y 25 %. Los armazones de aluminio no se introdujeron hasta 1948 equipados de serie con tuercas de mariposa.

## Subcultura
Una nueva tendencia dentro del mundo de la bici está empezando a surgir. Otra vez la cultura urbana de los jóvenes reinventa un concepto antiguo dándole nuevos bríos y aportándole un atractivo que hasta entonces muy pocos veían. En ciudades más o menos llanas el movimiento a la simplicidad máxima está ganando adeptos, los cuales recuperan cuadros antiguos, y no tan antiguos, para convertir cuadros de carretera en bicicletas de piñón fijo, sin frenos, un solo plato y una sola corona. Así, podemos volver a ver bicicletas con estéticas ya perdidas de cuadros de acero de tubos finos, manillares de formas poco usuales y bujes finos de pista, ser transformadas en máquinas urbanas contemporáneas.
Además, especializadas bicicletas de piñón fijo se están produciendo en mayor número por pequeñas y grandes empresas de fabricación de bicicletas. Son generalmente de bajo precio y se caracterizan por cuadros de  cromo-molibdeno, (cromoly) con punteras tipo pista y una muy comprensiva geometría relajada, a diferencia de la geometría de ángulos cerrados y agresivos de las bicicletas de pista actuales, y para los no tan atrevidos, se puede optar por una con piñón libre.

## Situación legal
Las bicicletas de piñón fijo sólo tienen un sistema de frenado para la rueda trasera. Sin embargo, en España, a tenor de lo que prescribe el Reglamento General de Vehículos, no se permite la circulación por las vías públicas con este tipo de bicicleta si no se le incorpora también un sistema de frenado para la rueda delantera.
Artículo 22.
Ciclos y bicicletas.
1. Los ciclos, para poder circular, deberán disponer de: Un sistema adecuado de frenado que actúe sobre las ruedas delanteras y traseras.

## Clubes
- Argentina:  Archivado el 7 de noviembre de 2019 en Wayback Machine.
- Puerto Rico: www.prfixed.com

- Datos: Q873776
- Multimedia: Fixed-gear bicycles / Q873776